# Sarobides flavipicta
Sarobides flavipicta är en fjärilsart som beskrevs av George Francis Hampson 1926. Sarobides flavipicta ingår i släktet Sarobides och familjen nattflyn. Inga underarter finns listade.